# 吉武秀人
吉武 秀人（よしたけ ひでと、1894年（明治27年）4月8日 - 1986年（昭和61年）7月14日）は、大日本帝国陸軍軍人。最終階級は陸軍少将。

## 経歴
1894年（明治27年）に山口県で生まれた。陸軍士官学校第27期卒業。1939年（昭和14年）8月1日、陸軍歩兵大佐進級と同時に歩兵第229連隊長（南支那方面軍・第38師団・第38歩兵団）に着任。日中戦争に出動し、広東に駐屯した。1941年（昭和16年）4月に第24師団参謀長（第5軍）に転じ、東安に位置した。1942年（昭和17年）2月に留守第6師団参謀長（西部軍）に就任し、1943年（昭和18年）6月10日に同留守師団を基に編制された第46師団参謀長（西部軍）に転じ、同年10月29日に留守第6師団参謀長（西部軍）に就任した。
1944年（昭和19年）7月14日に歩兵第87旅団長（北支那方面軍・第12軍・第117師団）に就任して中国戦線に復帰し、8月1日に陸軍少将に進級した。1945年（昭和20年）3月31日に北支那方面軍司令部附となり、4月15日に第13独立警備隊司令官に転じ、鄧城に駐屯して終戦を迎えた。
1947年（昭和22年）11月28日、公職追放仮指定を受けた。